# Vampirfledermäuse
Die Vampirfledermäuse (Desmodontinae) sind ein Taxon der Fledermäuse. Sie werden als Unterfamilie der Blattnasen (Phyllostomidae) eingeordnet, einer formenreichen, auf den amerikanischen Kontinent beschränkten Fledermausgruppe. Sie sind die einzigen hämatophagen Säugetiere und ernähren sich ausschließlich vom Blut anderer Säugetiere oder Vögel. Es werden drei Arten unterschieden, die in jeweils einer eigenen Gattung geführt werden, der Gemeine Vampir (Desmodus rotundus), der Kammzahnvampir (Diphylla ecaudata) und der Weißflügelvampir (Diaemus youngi).

## Verbreitung
Das Verbreitungsgebiet der Vampirfledermäuse reicht von den südlichen USA (Texas) bis ins südliche Südamerika (Zentralchile, Argentinien und Uruguay). Sie finden sich auch auf einigen Südamerika vorgelagerten Inseln (wie Isla Margarita, Trinidad und Tobago), fehlen aber auf den anderen Westindischen Inseln.

## Beschreibung
Vampirfledermäuse erreichen eine Kopfrumpflänge von 65 bis 95 Millimetern und ein Körpergewicht von 15 bis 50 Gramm. Die Flügelspannweite des Gemeinen Vampirs beträgt zwischen 35 und 40 Zentimeter.
Das Fell dieser Tiere ist an der Oberseite rötlichbraun oder graubraun, die Unterseite ist heller, oft gräulich. Die Hinterbeine sind auffallend kräftig, sie können im Gegensatz zu vielen anderen Fledermäusen auch auf dem Boden laufen und hüpfen, und spinnenartig sogar senkrechte Wände erklimmen. Der Schwanz fehlt bei allen Arten, auch das Uropatagium (die Flughaut zwischen den Beinen) ist klein. Im Körperbau unterscheiden sich die Arten neben der Anzahl der Zähne in der Länge des Daumens, in der Form der Ohren und in der Behaarung des Uropatagiums.
Vampirfledermäuse haben kein echtes Nasenblatt, sondern lediglich einen hufeisenförmigen Ballen über den Nasenlöchern. Schneide- und Eckzähne sind sichelförmig und zum Aufschneiden der Haut ihrer Opfer geeignet, die Backenzähne haben keinerlei zum Kauen geeignete Oberfläche mehr. Eine kurze Speiseröhre und der schlauchförmige Magen sind weitere Anpassungen an die spezielle Ernährung.

## Lebensweise

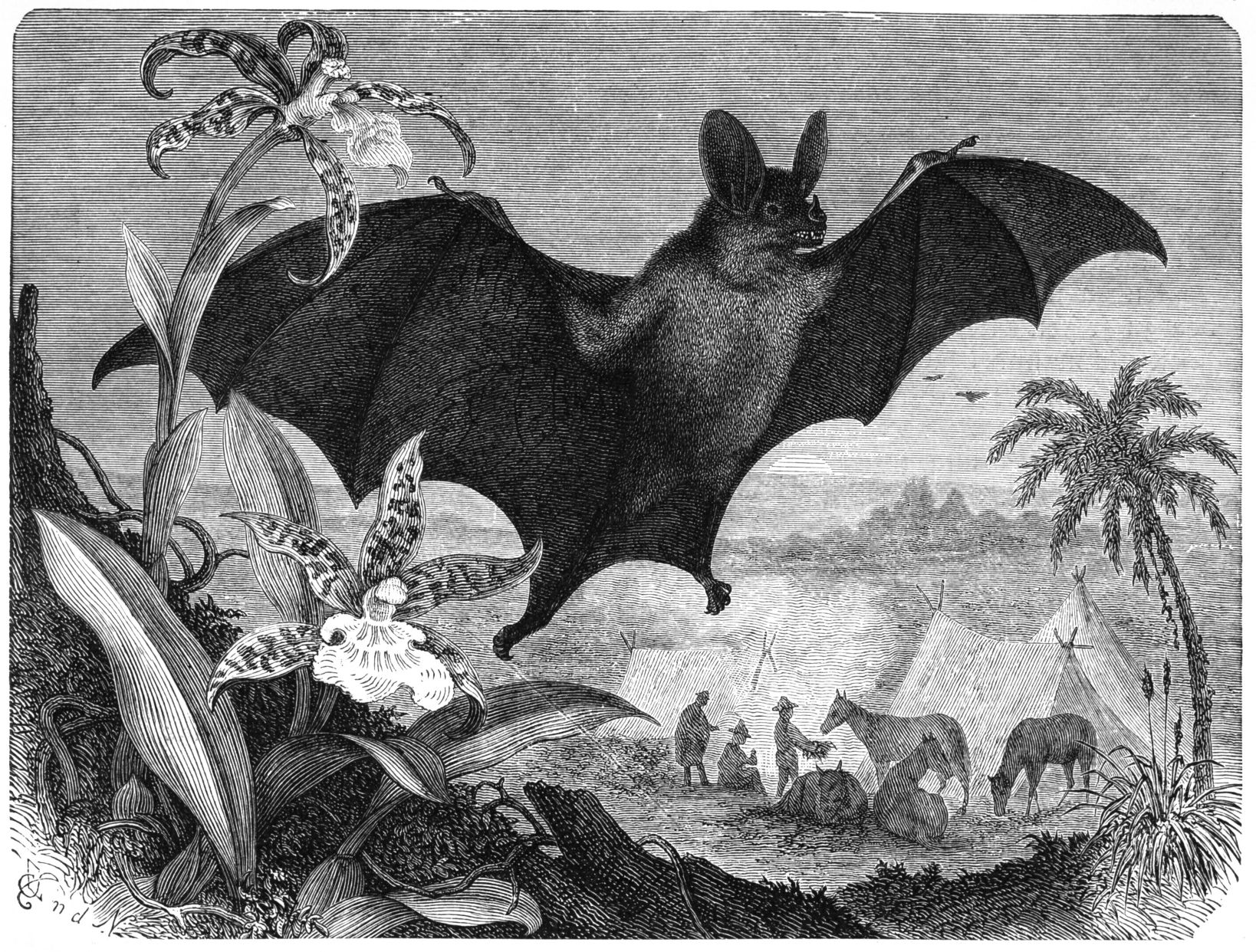
Gemeiner Vampir, Darstellung aus Brehms Tierleben

Vampirfledermäuse stellen keine besonderen Ansprüche an ihren Lebensraum, sie leben in wärmeren, sowohl feuchten als auch trockenen Regionen. Sie sind strikt nachtaktiv, als Schlafplätze nutzen sie in erster Linie Höhlen, daneben findet man sie auch in hohlen Bäumen, Minen und Schächten sowie in verlassenen Gebäuden.
Vampirfledermäuse leben in Gruppen, die aus bis zu 100 Tieren bestehen können. Insbesondere der Gemeine Vampir hat ein hoch entwickeltes Sozialverhalten, zu dem die gegenseitige Fellpflege und auch das Heraufwürgen des verzehrten Blutes gehört, das er mit weniger erfolgreichen Artgenossen teilt, bevorzugt mit Familienmitgliedern.

## Ernährung
Vampirfledermäuse sind die einzigen Säugetiere, deren Ernährung ausschließlich auf Blut basiert. Ihre nächsten Verwandten, die Blattnasenfledermäuse, ernähren sich von Insekten oder von Früchten. Bei der Gemeinen Vampirfledermaus (Desmodus rotundus) dienen Säugetiere als „blutspendende“ Beute; der Kammzahnvampir (Diphylla ecaudata) nutzt hingegen ausschließlich Vögel als Nahrungsquelle.   Weißflügelvampire (Diaemus youngi) bevorzugen Vogelblut, können sich jedoch auch von dem der Säugetiere ernähren.
Um nicht zu verhungern, brauchen sie spätestens alle drei Tage eine Blutmahlzeit, entweder von einem Beutetier oder als Spende von einem Artgenossen.
Mit Hilfe von wärmeempfindlichen Sensoren suchen die Tiere gezielt nach den Venen unter der Haut ihrer Opfer. Nach dem Abschlecken der ausgesuchten Körperstelle (der Speichel enthält ein Betäubungsmittel) werden Haare oder Federn entfernt. Dann beißen sie mit den scharfen Eck- und Schneidezähnen ein Stück der Haut heraus und lecken das Blut auf oder saugen es durch die Rillen an der Unterseite der Zunge. Gerinnungshemmende Substanzen im Speichel sorgen dafür, dass das austretende Blut beim Trinkvorgang nicht gerinnt. Bald nach der Mahlzeit, bei der die Tiere rund 20 bis 30 Milliliter Blut aufnehmen, scheiden sie einen Großteil des Wassers aus und kehren dann in ihre Quartiere zurück, um die Mahlzeit zu verdauen.
Haben sie einmal bei einem Tier angebissen, so suchen sie nach Möglichkeit das gleiche Tier mehrmals auf, solange die Wunde noch offen ist, denn sie können aufgrund ihres geringen Körpergewichtes keine genügend großen Blutmengen mit einer Mahlzeit aufnehmen. Vermutlich aufgrund des Atemgeräusches können sie ein bestimmtes Beutetier innerhalb einer Herde wiedererkennen.
Die Gefahren des Bisses liegen weniger im Blutverlust als in der Infizierung des Opfers mit Krankheiten wie Tollwut. Auch kann es an der offenen Wunde zu Infektionen kommen.
Blutsaugende Fledermäuse beobachtete erstmals Charles Darwin; Alexander von Humboldt beschrieb sie ebenfalls.

## Systematik

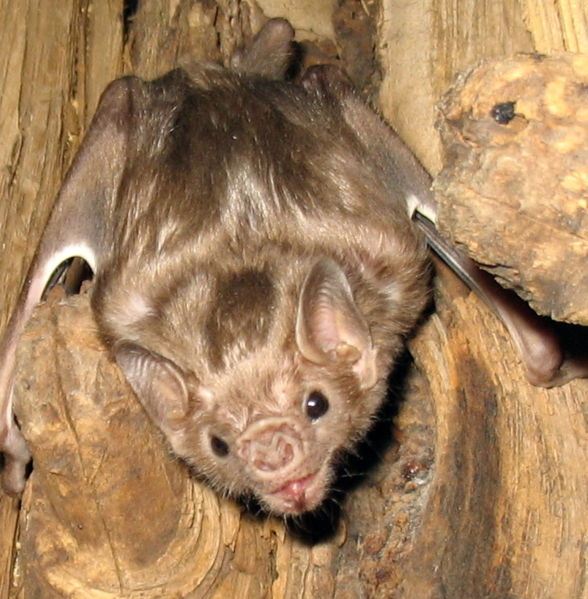
Weißflügelvampir (Diaemus youngi)

Vampirfledermäuse werden in die Familie der Blattnasen (Phyllostomidae) eingeordnet, phylogenetisch bilden sie das Schwestertaxon aller übrigen Blattnasenarten.
Es werden drei Gattungen mit jeweils einer rezenten Art unterschieden:
- Gemeiner Vampir, auch Große Vampirfledermaus genannt (Desmodus rotundus),
- Weißflügelvampir (Diaemus youngi),
- Kammzahnvampir (Diphylla ecaudata).

Abgesehen von zwei fossilen Desmodus-Arten aus dem Pleistozän sind keine fossilen Vorfahren der Vampirfledermäuse bekannt. Wie es zur Entwicklung dieser spezialisierten Ernährungsweise kam, ist noch ungeklärt. Zwei Erklärungsansätze wurden hierfür vorgeschlagen:
- Laut der einen Hypothese haben sich Vampirfledermäuse aus fruchtfressenden Vorfahren entwickelt, die besonders geformten Schneide- und Eckzähne seien zunächst eine Anpassung an das Aufbeißen hartschaliger Früchte gewesen.
- Nach der anderen haben sich Vampirfledermäuse aus insektenfressenden Vorfahren entwickelt, die auf ektoparasitisch lebende Tiere spezialisiert waren. Möglicherweise lockten die Wunden, die die Insekten ihren Wirten zufügten, diese Vorfahren an.

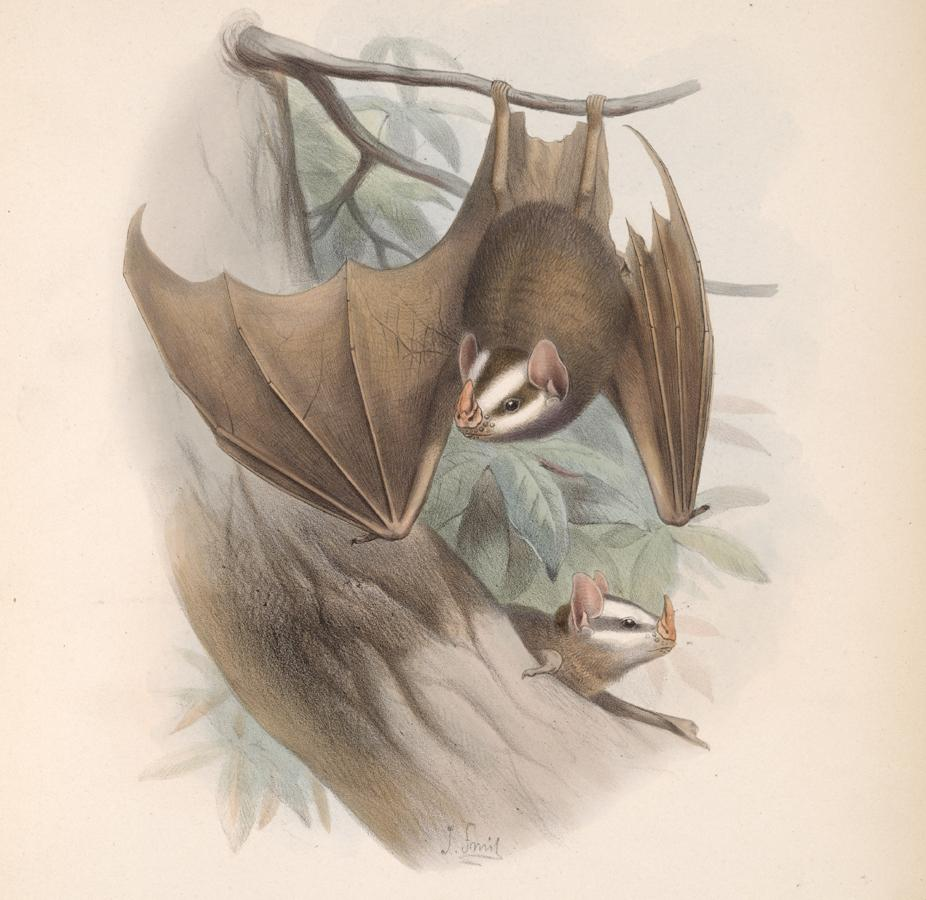
Fruchtvampire (Chiroderma saldini)

Neben den eigentlichen Vampirfledermäusen werden noch andere Fledermäuse als Vampire bezeichnet:
- Die Fruchtvampire (Stenodermatinae), die ebenfalls zu den Blattnasen gerechnet werden, sind eine Gruppe vorwiegend früchtefressender Fledermäuse, die äußerliche Ähnlichkeiten aufweisen.
- Die Falschen Vampire (Megaderma) aus Asien weisen ebenfalls äußerliche Ähnlichkeiten auf, gehören aber zu den Großblattnasen (Megadermatidae), einer nicht näher verwandten Fledermausgruppe.

## Evolution
Die drei Arten der Vampirfledermäuse sind eng miteinander verwandt. Es wird angenommen, dass sich die blutfressende (sanguivore) Ernährungsweise im Zuge der Evolution der Fledermäuse nur ein einziges Mal ausgebildet hat.
Molekulargenetische Untersuchungen haben inzwischen Licht auf die verwandtschaftlichen Beziehungen innerhalb der drei Vampirspezies geworfen. Forscher haben dabei Gene untersucht, die für die Herstellung (Expression) einer bestimmten gerinnungshemmenden Substanz im Speichel dieser Fledermäuse verantwortlich sind. Dabei handelt es sich um den so genannten Plasminogen Activator (PA), ein Enzym (vom Typ Serinprotease), das die Gerinnung von Blut verhindert. Es ist bereits länger bekannt, dass Desmodus rotundus vier verschiedene Formen von PA im Speichel aufweist (und im Erbgut vier entsprechende Gene besitzt); die vier Formen unterscheiden sich nicht nur in der molekularen Struktur, sondern weisen auch unterschiedliche enzymatische Eigenschaften innerhalb der Gerinnungsprozesse auf. Demgegenüber besitzen Diphylla und Diaemus, wie die neueren Forschungsarbeiten gezeigt haben, nur einen einzigen PA-Typ (und ein Gen). Bei Diphylla entspricht die PA derjenigen von Blattnasenfledermäusen und ähnelt der anderer Säugetiere; bei Diaemus fehlen bestimmte Teile (Domänen) des Moleküls.
Die Ergebnisse der molekulargenetischen Arbeiten lassen darauf schließen, dass die evolutionäre Entwicklungslinie innerhalb der Vampirfledermäuse von der Ernährung allein von Vogelblut (Diphylla) ausgeht und über eine „Zwischenstufe“ (Diaemus) zu einer Ernährung ausschließlich mit Säugetierblut führt. Im Zuge dieser Evolution sind die in der jeweiligen Spezies wirksamen PA-Gene vermehrt (Genduplikation) und maßgeblich modifiziert worden: Während das PA bei Diphylla an die Gerinnungseigenschaften von Vogelblut angepasst ist, sind die vier PA-Moleküle bei Desmodus optimal an die Beschaffenheit von Säugetierblut adaptiert. Das Molekül von Diaemus stellt eine Übergangsform dar.
Diese Evolution hin zu einer Ernährung mit Säugetierblut hat stattgefunden, lange bevor in Lateinamerika große Säugetiere wie Rinder und Pferde eingeführt wurden. Dass Desmodus rotundus an diese Ernährungsweise am besten angepasst war, ist ganz offenbar die Ursache dafür, dass der Gemeine Vampir heute die mit Abstand häufigste der drei Arten bildet.

## Vampirfledermäuse und Menschen

### Die Sagengestalt Vampir
Mythen und Legenden von Vampiren, Wesen, die sich von menschlichem Blut ernähren, finden sich in vielen Kulturen rund um den Globus, zum Teil schon seit vorgeschichtlicher Zeit. Auch aufgrund der geographischen Distanz können diese Vorstellungen nicht von diesen Fledermäusen beeinflusst sein, die nur aus Amerika belegt sind. Das Wort „Vampir“ selbst kommt aus dem Serbischen und ist seit dem 18. Jahrhundert im Deutschen belegt, wie auch viele der modernen Vampirvorstellungen im Balkanraum ihren Ursprung haben. Die Mythen sind vielgestaltig, eine Verwandlungsfähigkeit in Fledermäuse kommt bei weitem nicht bei allen vor, andere Legenden berichten von Vampiren in Wolfs- oder Eulengestalt. Als später die Ernährungsweise dieser Fledermäuse bekannt wurde, wurden die Parallelen zu der mythologischen Figur festgestellt. Die Tiere haben daher ihren Namen von der Sagengestalt und nicht umgekehrt.
Unabhängig davon gab es in der Mythologie der Maya ein Camazotz genanntes Ungeheuer in Fledermausgestalt, das Menschen und Tiere anfiel und ihr Blut trank. Inwieweit diese Vorstellungen vom Gemeinen Vampir oder von Desmodus draculae, einer ausgestorbenen, noch größeren Art der Vampirfledermäuse, beeinflusst sind, ist unklar.

### Schäden durch Vampirbisse
Jährlich werden zahlreiche Nutz- und Haustiere das Opfer von Vampirbissen. Detaillierte Untersuchungen liegen über den Gemeinen Vampir vor, der als einzige Vampirfledermaus vorrangig Säugetiere, darunter Hausrinder und gelegentlich auch Menschen, beißt und dabei vor allem durch die Übertragung von Krankheiten wie der Tollwut als Risiko gilt. Schätzungen gehen von bis zu 100.000 toten Rindern pro Jahr aus, die auf Bisse des Gemeinen Vampirs zurückzuführen sind, was auch einen enormen wirtschaftlichen Schaden darstellt. Auch Menschen werden immer wieder zu Opfern der Gemeinen Vampire. So haben sie im Jahr 2004 in Brasilien nachweislich in einem Fall bis zu 22 Menschen mit Tollwut infiziert. Alle so infizierten Personen verfügten über keinerlei Impfschutz und sind daher ohne nachträgliche Sofortimpfung infolge der Erkrankung verstorben. Im August 2010 verstarb in den USA ein junger Mann an Tollwut, mit der er sich einige Wochen zuvor in Mexiko durch einen Fledermausbiss infiziert hatte.

### Bedrohung durch den Menschen
Aufgrund dieser Risiken werden Vampirfledermäuse, insbesondere Gemeine Vampire, verfolgt und mit verschiedenen Methoden gejagt. Schlafplätze werden gesprengt oder ausgeräuchert, wobei auch viele harmlose Fledermausarten in Mitleidenschaft gezogen werden. Auch mit Gift oder Fangnetzen sollen die Fledermäuse unschädlich gemacht werden. Insgesamt sind Vampirfledermäuse allerdings weit verbreitet und zählen nicht zu den bedrohten Arten, auch der Kammzahnvampir wird seit 2008 von der IUCN nicht mehr als gefährdet gelistet.

### Bedeutung für die Forschung
Das gerinnungshemmende Enzym im Speichel des Gemeinen Vampirs wurde erst vor einigen Jahren isoliert und biotechnologisch hergestellt. Es soll vor allem als Medikament vorbeugend gegen Herzinfarkte und Schlaganfälle eingesetzt werden. Näheres siehe unter Bedeutung des Gemeinen Vampirs für die Forschung.